# Formel-1-Weltmeisterschaft 2001

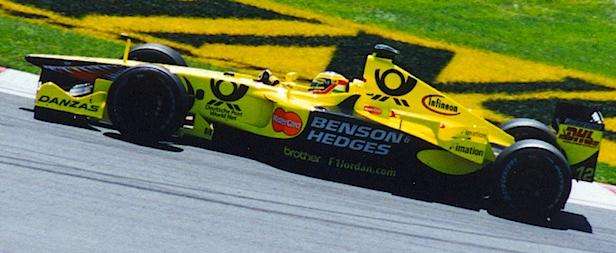
Jordan EJ11 Honda von 2001

Die Formel-1-Weltmeisterschaft 2001 war die 52. Saison der Formel-1-Weltmeisterschaft. Sie wurde über 17 Rennen in der Zeit vom 4. März 2001 bis zum 14. Oktober 2001 ausgetragen. Michael Schumacher und Ferrari verteidigten beide Weltmeistertitel.

## Änderungen 2001

### Reglement
Überraschend erlaubte die FIA wieder den Einsatz von Traktionskontrolle ab Beginn der Saison sowie von Launch Control und Automatikgetrieben ab dem Großen Preis von Spanien. Die entsprechenden Technologien waren zuvor zur Saison 1994 verboten worden, wobei es in der Folgezeit immer wieder Anschuldigungen an einzelne Teams gab, entsprechende Hilfsmittel heimlich doch noch einzusetzen. Daneben wurde die Verwendung von Beryllium-Verbindungen bei der Konstruktion von Fahrzeugen und Motoren verboten sowie vorgegeben, dass Heckflügel nur mehr aus drei Segmenten bestehen durften.

### Rennstrecken
Die Großen Preise und Rennstrecken blieben 2001 unverändert, es gab jedoch einige Umstellungen im Rennkalender. Der Große Preis von Malaysia wurde nach zwei Austragungen am Saisonende in die Frühphase der Saison verlegt, somit erhielt der Große Preis von Japan seinen Platz als Saisonfinale zurück. Ebenso wurde der Große Preis von Großbritannien wieder aus dem Frühjahr in den Sommer verlegt. Im Gegenzug rückte der Große Preis von Österreich wieder aus dem Hoch- in den Frühsommer, während der Große Preis von Europa um gut einen Monat nach hinten verlegt wurde.

### Teams
Bei den Rennställen ergaben sich nach außen hin keine Veränderungen. Selbst das Benetton-Team, das im Vorjahr von Renault übernommen worden war, trat noch ein letztes Jahr unter seinem alten Namen an.

### Motoren
Nachdem der Einsatz von Peugeot-Motoren in den letzten Jahren zusehends weniger Erfolg gebracht hatte und die Saison 2000 schließlich eine völlige Enttäuschung gewesen war, gab Prost diesen Hersteller auf und bezog stattdessen – nach Vermittlung durch Jean Todt – ähnlich wie Sauber Kundenmotoren von Ferrari, die nach dem Teamsponsor Acer unter dessen Namen gemeldet wurden.
Renault entwickelte für sein Benetton-Team nun wieder eigene Motoren, die auch als Renault erschienen. Kundentriebwerke wie zuvor von Mecachrome bzw. Supertec gab es nun allerdings nicht mehr. Betroffen hiervon war das Arrows-Team, das stattdessen auf die von Prost aufgegebenen Peugeot-Motoren zurückgriff und sie von einem Unternehmen namens Asiatech weiterentwickeln ließ.
Honda zog sein Tochterunternehmen Mugen aus der Formel 1 zurück und engagierte sich stattdessen nur noch unter eigener Verantwortung in der Formel 1. Entsprechend war das zuvor von Mugen ausgerüstete Jordan-Team nun gezwungen, Kundenmotoren von Honda zu erwerben, und fand sich somit in Konkurrenz zum werksseitig unterstützten BAR-Team.
Minardi setzte weiterhin auf einen in Eigenregie weiterentwickelten Ford-Motor, der diesmal allerdings nach der von Teambesitzer Paul Stoddart betriebenen Fluggesellschaft European Aviation Air Charter unter dem Namen European gemeldet wurde.

### Reifen
Nach zwei Saisons, in denen Bridgestone ein Monopol auf Formel-1-Reifen hatte, trat mit Michelin ein Konkurrent in den Wettbewerb ein. Für den Einsatz von Michelin-Reifen entschieden sich Williams, Benetton, Jaguar, Minardi und Prost.

### Fahrer
Ferrari, McLaren und Jordan setzten bei Saisonbeginn weiterhin auf ihre bewährten Fahrerpaarungen. Im übrigen Feld gab es dagegen Veränderungen.
Williams war mit den Leistungen von Jenson Button unzufrieden und nahm stattdessen Juan Pablo Montoya unter Vertrag, der 1998 und 1999 die F3000- und CART-Meisterschaften gewonnen hatte. Button wechselte dafür zu Benetton, der bisherige Benetton-Fahrer Alexander Wurz ging daraufhin als Testfahrer zu McLaren. Bei BAR kehrte Olivier Panis, der seinerseits im Vorjahr den Testfahrer-Posten bei McLaren innegehabt hatte, ins Renngeschehen zurück. Ricardo Zonta, BAR-Stammfahrer der Jahre 1999 und 2000, wurde nachfolgend Testfahrer bei Jordan.
Arrows behielt Jos Verstappen und setzte im zweiten Cockpit den Debütanten Enrique Bernoldi ein. Pedro de la Rosa verschwand dagegen zu Saisonbeginn zunächst aus der Formel 1. Ähnlich ging auch Jaguar vor: Anstelle von Johnny Herbert, der seine Karriere beendete, erhielt anfangs Luciano Burti einen Stammplatz. Anders als Bernoldi hatte Burti allerdings im Vorjahr bereits einen Renneinsatz in Vertretung des erkrankten Stammfahrers Eddie Irvine bestritten.
Sauber stellte sich komplett neu auf. Von Prost kam Nick Heidfeld, daneben debütierte im Alter von lediglich 21 Jahren Kimi Räikkönen. Die beiden bisherigen Sauber-Fahrer verschwanden aus der Formel 1. Pedro Diniz kehrte nie wieder dorthin zurück, während Mika Salo zu Toyota ging, um dort den Einstieg des Teams in die Formel 1 zur Saison 2002 vorzubereiten. Für Heidfeld holte Prost den bisher bei Minardi fahrenden Paydriver Gastón Mazzacane ins Team.
Auch Minardi stellte sich komplett neu auf. Anstelle von Mazzacane und Marc Gené, der für Williams Testaufgaben wahrnahm, kehrte nun der bereits 1996 und 1997 für Minardi angetretene Tarso Marques zurück. Daneben gab im Alter von lediglich 19 Jahren Fernando Alonso sein Renndebüt.

### Fahrerwechsel während der Saison
Im Unterschied zu den Vorjahren war die Saison 2001 wieder von vielen Fahrerwechseln während der Saison geprägt. Dies konzentrierte sich allerdings auf wenige Teams, die vorwiegend im hinteren Teil des Feldes zu finden waren. Hingegen blieb bei Ferrari, McLaren, Williams, Benetton, BAR und Sauber die Situation die ganze Saison hindurch jeweils stabil.
Bereits nach vier Rennen fanden die ersten Umbesetzungen statt. Gastón Mazzacane trat nicht mehr bei Prost an, sondern wurde durch Luciano Burti ersetzt. Dessen Cockpit bei Jaguar erhielt stattdessen Pedro de la Rosa, der hier bis Saisonende fuhr. Die nächsten Veränderungen betrafen Jordan, zunächst aber noch aus gewöhnlicheren Gründen: Im Training zum Großen Preis von Kanada verletzte sich Heinz-Harald Frentzen. Für ihn bestritt Ricardo Zonta das Rennwochenende, ehe Frentzen zurückkehrte. Drei Rennen später allerdings führten gegenseitige Anschuldigungen hinsichtlich ausbleibender Erfolge zur Entlassung von Frentzen, und Zonta erhielt beim Großen Preis von Deutschland einen weiteren Einsatz.
Zum nächsten Rennen, dem Großen Preis von Ungarn, nahm Jordan dann Prost-Fahrer Jean Alesi unter Vertrag. Im Gegenzug ging Frentzen nun für Prost an den Start. Bei einem Unfall in Großen Preis von Belgien verletzte sich dann Frentzens neuer Teamkollege Luciano Burti schwer und fiel den Rest der Saison aus. Die letzten drei Saisonrennen für das Team bestritt dann Tomáš Enge, der im Vorjahr Jordan-Testfahrer gewesen war. Zum selben Rennen, in dem Enge debütierte, dem Großen Preis von Italien, gab es schließlich auch noch eine Umbesetzung bei Minardi: Tarso Marques verließ das Team, für ihn fuhr nun allerdings mit Alex Yoong ein weiterer Paydriver.

## Teams und Fahrer
| Bild           | Team                        | Chassis        | Motor                 | Reifen | Nr. | Stammfahrer           | Rennen    | Test-/ Ersatzfahrer                                         |
| -------------- | --------------------------- | -------------- | --------------------- | ------ | --- | --------------------- | --------- | ----------------------------------------------------------- |
| Ferrari F2001  | Scuderia Ferrari Marlboro   | Ferrari F2001  | Ferrari 3.0 V10       | B      | 01  | Michael Schumacher    | 1–17      | Luca Badoer                                                 |
| Ferrari F2001  | Scuderia Ferrari Marlboro   | Ferrari F2001  | Ferrari 3.0 V10       | B      | 02  | Rubens Barrichello    | 1–17      | Luca Badoer                                                 |
| McLaren MP4-16 | West McLaren Mercedes       | McLaren MP4-16 | Mercedes-Benz 3.0 V10 | B      | 03  | Mika Häkkinen         | 1–17      | Alexander Wurz                                              |
| McLaren MP4-16 | West McLaren Mercedes       | McLaren MP4-16 | Mercedes-Benz 3.0 V10 | B      | 04  | David Coulthard       | 1–17      | Alexander Wurz                                              |
| Williams FW23  | BMW WilliamsF1 Team         | Williams FW23  | BMW 3.0 V10           | M      | 05  | Ralf Schumacher       | 1–17      | Marc Gené Jörg Müller                                       |
| Williams FW23  | BMW WilliamsF1 Team         | Williams FW23  | BMW 3.0 V10           | M      | 06  | Juan Pablo Montoya    | 1–17      | Marc Gené Jörg Müller                                       |
| Benetton B201  | Mild Seven Benetton Renault | Benetton B201  | Renault 3.0 V10       | M      | 07  | Giancarlo Fisichella  | 1–17      | Oliver Gavin Mark Webber                                    |
| Benetton B201  | Mild Seven Benetton Renault | Benetton B201  | Renault 3.0 V10       | M      | 08  | Jenson Button         | 1–17      | Oliver Gavin Mark Webber                                    |
| BAR 003        | Lucky Strike BAR Honda      | BAR 003        | Honda 3.0 V10         | B      | 09  | Olivier Panis         | 1–17      | Anthony Davidson Patrick Lemarié Darren Manning Takuma Satō |
| BAR 003        | Lucky Strike BAR Honda      | BAR 003        | Honda 3.0 V10         | B      | 10  | Jacques Villeneuve    | 1–17      | Anthony Davidson Patrick Lemarié Darren Manning Takuma Satō |
| Jordan EJ11    | B&H Jordan Honda            | Jordan EJ11    | Honda 3.0 V10         | B      | 11  | Heinz-Harald Frentzen | 1–7, 9–11 | Ricardo Zonta                                               |
| Jordan EJ11    | B&H Jordan Honda            | Jordan EJ11    | Honda 3.0 V10         | B      | 11  | Ricardo Zonta         | 8, 12     | Ricardo Zonta                                               |
| Jordan EJ11    | B&H Jordan Honda            | Jordan EJ11    | Honda 3.0 V10         | B      | 11  | Jarno Trulli          | 13–17     | Ricardo Zonta                                               |
| Jordan EJ11    | B&H Jordan Honda            | Jordan EJ11    | Honda 3.0 V10         | B      | 12  | Jarno Trulli          | 1–12      | Ricardo Zonta                                               |
| Jordan EJ11    | B&H Jordan Honda            | Jordan EJ11    | Honda 3.0 V10         | B      | 12  | Jean Alesi            | 13–17     | Ricardo Zonta                                               |
| Arrows A22     | Orange Arrows Asiatech      | Arrows A22     | Asiatech 3.0 V10      | B      | 14  | Jos Verstappen        | 1–17      | Johnny Herbert                                              |
| Arrows A22     | Orange Arrows Asiatech      | Arrows A22     | Asiatech 3.0 V10      | B      | 15  | Enrique Bernoldi      | 1–17      | Johnny Herbert                                              |
| Sauber C20     | Red Bull Sauber Petronas    | Sauber C20     | Petronas 3.0 V10      | B      | 16  | Nick Heidfeld         | 1–17      | Felipe Massa                                                |
| Sauber C20     | Red Bull Sauber Petronas    | Sauber C20     | Petronas 3.0 V10      | B      | 17  | Kimi Räikkönen        | 1–17      | Felipe Massa                                                |
| Jaguar R2      | Jaguar Racing               | Jaguar R2      | Ford Cosworth 3.0 V10 | M      | 18  | Eddie Irvine          | 1–17      | Tomas Scheckter                                             |
| Jaguar R2      | Jaguar Racing               | Jaguar R2      | Ford Cosworth 3.0 V10 | M      | 19  | Luciano Burti         | 1–4       | Tomas Scheckter                                             |
| Jaguar R2      | Jaguar Racing               | Jaguar R2      | Ford Cosworth 3.0 V10 | M      | 19  | Pedro de la Rosa      | 5–17      | Tomas Scheckter                                             |
| Minardi PS01   | European Minardi F1         | Minardi PS01   | European 3.0 V10      | M      | 20  | Tarso Marques         | 1–14      | Alex Yoong                                                  |
| Minardi PS01   | European Minardi F1         | Minardi PS01   | European 3.0 V10      | M      | 20  | Alex Yoong            | 15–17     | Alex Yoong                                                  |
| Minardi PS01   | European Minardi F1         | Minardi PS01   | European 3.0 V10      | M      | 21  | Fernando Alonso       | 1–17      | Alex Yoong                                                  |
| Prost AP04     | Prost Acer                  | Prost AP04     | Acer 3.0 V10          | M      | 22  | Jean Alesi            | 1–12      | Jonathan Cochet Pedro de la Rosa Stéphane Sarrazin          |
| Prost AP04     | Prost Acer                  | Prost AP04     | Acer 3.0 V10          | M      | 22  | Heinz-Harald Frentzen | 13–17     | Jonathan Cochet Pedro de la Rosa Stéphane Sarrazin          |
| Prost AP04     | Prost Acer                  | Prost AP04     | Acer 3.0 V10          | M      | 23  | Gastón Mazzacane      | 1–4       | Jonathan Cochet Pedro de la Rosa Stéphane Sarrazin          |
| Prost AP04     | Prost Acer                  | Prost AP04     | Acer 3.0 V10          | M      | 23  | Luciano Burti         | 5–14      | Jonathan Cochet Pedro de la Rosa Stéphane Sarrazin          |
| Prost AP04     | Prost Acer                  | Prost AP04     | Acer 3.0 V10          | M      | 23  | Tomáš Enge            | 15–17     | Jonathan Cochet Pedro de la Rosa Stéphane Sarrazin          |

## Rennkalender
| Nr. | Datum         | Grand Prix (Strecke)         | Distanz (km) | Sieger                             | Zweiter                            | Dritter                                 | Pole- Position                     | Schnellste Rennrunde               | Gesamtführender Fahrer       | Gesamtführender Konstrukteur |
| --- | ------------- | ---------------------------- | ------------ | ---------------------------------- | ---------------------------------- | --------------------------------------- | ---------------------------------- | ---------------------------------- | ---------------------------- | ---------------------------- |
| 01  | 4. März       | Australien (Melbourne)       | 307,574      | Michael Schumacher (Ferrari)       | David Coulthard (McLaren-Mercedes) | Rubens Barrichello (Ferrari)            | Michael Schumacher (Ferrari)       | Michael Schumacher (Ferrari)       | Michael Schumacher (Ferrari) | Ferrari                      |
| 02  | 18. März      | Malaysia (Sepang)            | 304,865      | Michael Schumacher (Ferrari)       | Rubens Barrichello (Ferrari)       | David Coulthard (McLaren-Mercedes)      | Michael Schumacher (Ferrari)       | Mika Häkkinen (McLaren-Mercedes)   | Michael Schumacher (Ferrari) | Ferrari                      |
| 03  | 1. April      | Brasilien (São Paulo)        | 305,939      | David Coulthard (McLaren-Mercedes) | Michael Schumacher (Ferrari)       | Nick Heidfeld (Sauber-Petronas)         | Michael Schumacher (Ferrari)       | Ralf Schumacher (Williams-BMW)     | Michael Schumacher (Ferrari) | Ferrari                      |
| 04  | 15. April     | San Marino (Imola)           | 305,609      | Ralf Schumacher (Williams-BMW)     | David Coulthard (McLaren-Mercedes) | Rubens Barrichello (Ferrari)            | David Coulthard (McLaren-Mercedes) | Ralf Schumacher (Williams-BMW)     | Michael Schumacher (Ferrari) | Ferrari                      |
| 05  | 29. April     | Spanien (Montmeló)           | 307,323      | Michael Schumacher (Ferrari)       | Juan Pablo Montoya (Williams-BMW)  | Jacques Villeneuve (BAR-Honda)          | Michael Schumacher (Ferrari)       | Michael Schumacher (Ferrari)       | Michael Schumacher (Ferrari) | Ferrari                      |
| 06  | 13. Mai       | Österreich (Spielberg)       | 307,146      | David Coulthard (McLaren-Mercedes) | Michael Schumacher (Ferrari)       | Rubens Barrichello (Ferrari)            | Michael Schumacher (Ferrari)       | David Coulthard (McLaren-Mercedes) | Michael Schumacher (Ferrari) | Ferrari                      |
| 07  | 27. Mai       | Monaco (Monte Carlo)         | 262,860      | Michael Schumacher (Ferrari)       | Rubens Barrichello (Ferrari)       | Eddie Irvine (Jaguar-Cosworth)          | David Coulthard (McLaren-Mercedes) | David Coulthard (McLaren-Mercedes) | Michael Schumacher (Ferrari) | Ferrari                      |
| 08  | 10. Juni      | Kanada (Montréal)            | 305,049      | Ralf Schumacher (Williams-BMW)     | Michael Schumacher (Ferrari)       | Mika Häkkinen (McLaren-Mercedes)        | Michael Schumacher (Ferrari)       | Ralf Schumacher (Williams-BMW)     | Michael Schumacher (Ferrari) | Ferrari                      |
| 09  | 24. Juni      | Europa (Nürburg)             | 305,252      | Michael Schumacher (Ferrari)       | Juan Pablo Montoya (Williams-BMW)  | David Coulthard (McLaren-Mercedes)      | Michael Schumacher (Ferrari)       | Juan Pablo Montoya (Williams-BMW)  | Michael Schumacher (Ferrari) | Ferrari                      |
| 10  | 1. Juli       | Frankreich (Magny-Cours)     | 305,886      | Michael Schumacher (Ferrari)       | Ralf Schumacher (Williams-BMW)     | Rubens Barrichello (Ferrari)            | Ralf Schumacher (Williams-BMW)     | David Coulthard (McLaren-Mercedes) | Michael Schumacher (Ferrari) | Ferrari                      |
| 11  | 15. Juli      | Großbritannien (Silverstone) | 308,355      | Mika Häkkinen (McLaren-Mercedes)   | Michael Schumacher (Ferrari)       | Rubens Barrichello (Ferrari)            | Michael Schumacher (Ferrari)       | Mika Häkkinen (McLaren-Mercedes)   | Michael Schumacher (Ferrari) | Ferrari                      |
| 12  | 29. Juli      | Deutschland (Hockenheim)     | 307,035      | Ralf Schumacher (Williams-BMW)     | Rubens Barrichello (Ferrari)       | Jacques Villeneuve (BAR-Honda)          | Juan Pablo Montoya (Williams-BMW)  | Juan Pablo Montoya (Williams-BMW)  | Michael Schumacher (Ferrari) | Ferrari                      |
| 13  | 19. August    | Ungarn (Mogyoród)            | 306,075      | Michael Schumacher (Ferrari)       | Rubens Barrichello (Ferrari)       | David Coulthard (McLaren-Mercedes)      | Michael Schumacher (Ferrari)       | Mika Häkkinen (McLaren-Mercedes)   | Michael Schumacher (Ferrari) | Ferrari                      |
| 14  | 2. September  | Belgien (Spa-Francorchamps)  | 250,848      | Michael Schumacher (Ferrari)       | David Coulthard (McLaren-Mercedes) | Giancarlo Fisichella (Benetton-Renault) | Juan Pablo Montoya (Williams-BMW)  | Michael Schumacher (Ferrari)       | Michael Schumacher (Ferrari) | Ferrari                      |
| 15  | 16. September | Italien (Monza)              | 306,764      | Juan Pablo Montoya (Williams-BMW)  | Rubens Barrichello (Ferrari)       | Ralf Schumacher (Williams-BMW)          | Juan Pablo Montoya (Williams-BMW)  | Ralf Schumacher (Williams-BMW)     | Michael Schumacher (Ferrari) | Ferrari                      |
| 16  | 30. September | USA (Indianapolis)           | 306,016      | Mika Häkkinen (McLaren-Mercedes)   | Michael Schumacher (Ferrari)       | David Coulthard (McLaren-Mercedes)      | Michael Schumacher (Ferrari)       | Juan Pablo Montoya (Williams-BMW)  | Michael Schumacher (Ferrari) | Ferrari                      |
| 17  | 14. Oktober   | Japan (Suzuka)               | 310,331      | Michael Schumacher (Ferrari)       | Juan Pablo Montoya (Williams-BMW)  | David Coulthard (McLaren-Mercedes)      | Michael Schumacher (Ferrari)       | Ralf Schumacher (Williams-BMW)     | Michael Schumacher (Ferrari) | Ferrari                      |

## Rennberichte

### Großer Preis von Australien
| Platz | Fahrer                | Team             | Zeit        |
| ----- | --------------------- | ---------------- | ----------- |
| 1     | Michael Schumacher    | Ferrari          | 1:38:26,533 |
| 2     | David Coulthard       | McLaren-Mercedes | + 1,718     |
| 3     | Rubens Barrichello    | Ferrari          | + 33,491    |
| 4     | Nick Heidfeld         | Sauber-Petronas  | + 1:11,479  |
| 5     | Heinz-Harald Frentzen | Jordan-Honda     | + 1:12,807  |
| 6     | Kimi Räikkönen        | Sauber-Petronas  | + 1:24,143  |

Der Große Preis von Australien in Melbourne fand am 4. März 2001 statt und ging über eine Distanz von 58 Runden (307,574 km). Die Trainingsbestzeit sicherte sich Michael Schumacher mit einer Zeit von 1:26,892 min. Das Rennen wurde von einem schweren Unfall in der 4. Runde überschattet. Jacques Villeneuve fuhr auf Ralf Schumacher auf und überschlug sich mehrfach. Durch umherfliegende Teile wurde ein Streckenposten tödlich verletzt. Es siegte nach 1:38:26,533 Stunden Michael Schumacher vor David Coulthard und Rubens Barrichello. Das Wetter am Renntag war bewölkt aber warm, es kamen 128.500 Zuschauer.

### Großer Preis von Malaysia
| Platz | Fahrer                | Team             | Zeit        |
| ----- | --------------------- | ---------------- | ----------- |
| 1     | Michael Schumacher    | Ferrari          | 1:47:34,801 |
| 2     | Rubens Barrichello    | Ferrari          | + 23,660    |
| 3     | David Coulthard       | McLaren-Mercedes | + 28,555    |
| 4     | Heinz-Harald Frentzen | Jordan-Honda     | + 46,543    |
| 5     | Ralf Schumacher       | Williams-BMW     | + 48,233    |
| 6     | Mika Häkkinen         | McLaren-Mercedes | + 48,606    |

Der Große Preis von Malaysia in Kuala Lumpur fand am 18. März 2001 statt und ging über eine Distanz von 55 Runden (304,865 km).
Die erste Startposition sicherte sich Michael Schumacher mit einer Zeit von 1:35,220 min, gefolgt von seinem Teamkollegen Rubens Barrichello mit einer Zeit von 1:35,319 min.
Das Rennen gewann Michael Schumacher nach 1:47:34,801 Stunden, gefolgt von Rubens Barrichello und David Coulthard. Das Wetter am Renntag war bewölkt, anfangs noch trocken, später folgte starker Regen. Es kamen 75.000 Zuschauer.

### Großer Preis von Brasilien
| Platz | Fahrer               | Team             | Zeit        |
| ----- | -------------------- | ---------------- | ----------- |
| 1     | David Coulthard      | McLaren-Mercedes | 1:39:00,384 |
| 2     | Michael Schumacher   | Ferrari          | + 16,100    |
| 3     | Nick Heidfeld        | Sauber-Petronas  | + 1 Runde   |
| 4     | Olivier Panis        | BAR-Honda        | + 1 Runde   |
| 5     | Jarno Trulli         | Jordan-Honda     | + 1 Runde   |
| 6     | Giancarlo Fisichella | Benetton-Renault | + 1 Runde   |

Der Große Preis von Brasilien in São Paulo fand am 1. April 2001 statt und ging über eine Distanz von 71 Runden (304,732 km).
Die erste Startposition sicherte sich Michael Schumacher mit einer Zeit von 1:13,780 Minuten, zweiter in der Startaufstellung wurde sein Bruder Ralf Schumacher.
Der Sieger des Rennens wurde David Coulthard, gefolgt von Michael Schumacher und Nick Heidfeld. Das Wetter am Renntag war erst sonnig, später bewölkt und schließlich regnete es. Es kamen 70.000 Zuschauer.

### Großer Preis von San Marino
| Platz | Fahrer                | Team             | Zeit        |
| ----- | --------------------- | ---------------- | ----------- |
| 1     | Ralf Schumacher       | Williams-BMW     | 1:30:44,817 |
| 2     | David Coulthard       | McLaren-Mercedes | + 4,352     |
| 3     | Rubens Barrichello    | Ferrari          | + 34,766    |
| 4     | Mika Häkkinen         | McLaren-Mercedes | + 36,315    |
| 5     | Jarno Trulli          | Jordan-Honda     | + 1:25,558  |
| 6     | Heinz-Harald Frentzen | Jordan-Honda     | + 1 Runde   |

Der Große Preis von San Marino in Imola fand am 15. April 2001 statt und ging über eine Distanz von 62 Runden (305,609 km).
Die Pole-Position sicherte sich David Coulthard mit einer Zeit von 1:23,054 min.
Das Rennen gewann Ralf Schumacher vor David Coulthard und Rubens Barrichello. Am Renntag herrschte freundliches, aber kühles Wetter, es kamen 120.000 Besucher.

### Großer Preis von Spanien
| Platz | Fahrer             | Team             | Zeit        |
| ----- | ------------------ | ---------------- | ----------- |
| 1     | Michael Schumacher | Ferrari          | 1:31:03,305 |
| 2     | Juan Pablo Montoya | Williams-BMW     | + 40,737    |
| 3     | Jacques Villeneuve | BAR-Honda        | + 49,625    |
| 4     | Jarno Trulli       | Jordan-Honda     | + 51,252    |
| 5     | David Coulthard    | McLaren-Mercedes | + 51,615    |
| 6     | Nick Heidfeld      | Sauber-Petronas  | + 1:01,892  |

Der Große Preis von Spanien in Barcelona fand am 29. April 2001 statt und ging über eine Distanz von 65 Runden (307,323 km). Mika Häkkinen lag bis zur letzten Runde in Führung, als er seinen Wagen wegen eines Motorschadens abstellen musste.

### Großer Preis von Österreich
| Platz | Fahrer             | Team             | Zeit        |
| ----- | ------------------ | ---------------- | ----------- |
| 1     | David Coulthard    | McLaren-Mercedes | 1:27:45,927 |
| 2     | Michael Schumacher | Ferrari          | + 2,190     |
| 3     | Rubens Barrichello | Ferrari          | + 2,527     |
| 4     | Kimi Räikkönen     | Sauber-Petronas  | + 41,593    |
| 5     | Olivier Panis      | BAR-Honda        | + 53,775    |
| 6     | Jos Verstappen     | Arrows-Asiatech  | + 1 Runde   |

Der Große Preis von Österreich in Spielberg fand am 13. Mai 2001 statt und ging über eine Distanz von 71 Runden (307,146 km).
In der letzten Runde wurde der an Position zwei liegende Rubens Barrichello von seinem Team angewiesen, seinen Teamkollegen Schumacher passieren zu lassen. (→ Stallorder) Barrichello leistete dem kurz vor der Ziellinie Folge. Der entsprechende Funkbefehl des Ferrari-Rennleiters Jean Todt, „Let Michael pass for the championship“, wurde im Fernsehen live übertragen.

### Großer Preis von Monaco
| Platz | Fahrer             | Team             | Zeit        |
| ----- | ------------------ | ---------------- | ----------- |
| 1     | Michael Schumacher | Ferrari          | 1:47:22,561 |
| 2     | Rubens Barrichello | Ferrari          | + 0,431     |
| 3     | Eddie Irvine       | Jaguar-Cosworth  | + 30,698    |
| 4     | Jacques Villeneuve | BAR-Honda        | + 32,454    |
| 5     | David Coulthard    | McLaren-Mercedes | + 1 Runde   |
| 6     | Jean Alesi         | Prost-Acer       | + 1 Runde   |

Der Große Preis von Monaco in Monte Carlo fand am 27. Mai 2001 statt und ging über eine Distanz von 78 Runden (262,860 km).

### Großer Preis von Kanada
| Platz | Fahrer             | Team             | Zeit        |
| ----- | ------------------ | ---------------- | ----------- |
| 1     | Ralf Schumacher    | Williams-BMW     | 1:34:31,522 |
| 2     | Michael Schumacher | Ferrari          | + 20,235    |
| 3     | Mika Häkkinen      | McLaren-Mercedes | + 40,672    |
| 4     | Kimi Räikkönen     | Sauber-Petronas  | + 1:08,116  |
| 5     | Jean Alesi         | Prost-Acer       | + 1:10,435  |
| 6     | Pedro de la Rosa   | Jaguar-Cosworth  | + 1 Runde   |

Der Große Preis von Kanada in Montréal fand am 10. Juni 2001 statt und ging über eine Distanz von 69 Runden (305,049 km).

### Großer Preis von Europa
| Platz | Fahrer             | Team             | Zeit        |
| ----- | ------------------ | ---------------- | ----------- |
| 1     | Michael Schumacher | Ferrari          | 1:29:42,724 |
| 2     | Juan Pablo Montoya | Williams-BMW     | + 4,217     |
| 3     | David Coulthard    | McLaren-Mercedes | + 24,993    |
| 4     | Ralf Schumacher    | Williams-BMW     | + 33,345    |
| 5     | Rubens Barrichello | Ferrari          | + 45,495    |
| 6     | Mika Häkkinen      | McLaren-Mercedes | + 1:04,868  |

Der Große Preis von Europa am Nürburgring fand am 24. Juni 2001 statt und ging über eine Distanz von 67 Runden (305,235 km).

### Großer Preis von Frankreich
| Platz | Fahrer             | Team             | Zeit        |
| ----- | ------------------ | ---------------- | ----------- |
| 1     | Michael Schumacher | Ferrari          | 1:33:35,636 |
| 2     | Ralf Schumacher    | Williams-BMW     | + 10,399    |
| 3     | Rubens Barrichello | Ferrari          | + 16,381    |
| 4     | David Coulthard    | McLaren-Mercedes | + 17,106    |
| 5     | Jarno Trulli       | Jordan-Honda     | + 1:08,285  |
| 6     | Nick Heidfeld      | Sauber-Petronas  | + 1 Runde   |

Der Große Preis von Frankreich in Magny-Cours fand am 1. Juli 2001 statt und ging über eine Distanz von 72 Runden (305,886 km).

### Großer Preis von Großbritannien
| Platz | Fahrer             | Team             | Zeit        |
| ----- | ------------------ | ---------------- | ----------- |
| 1     | Mika Häkkinen      | McLaren-Mercedes | 1:25:33,770 |
| 2     | Michael Schumacher | Ferrari          | + 33,646    |
| 3     | Rubens Barrichello | Ferrari          | + 59,281    |
| 4     | Juan Pablo Montoya | Williams-BMW     | + 1:08,772  |
| 5     | Kimi Räikkönen     | Sauber-Petronas  | + 1 Runde   |
| 6     | Nick Heidfeld      | Sauber-Petronas  | + 1 Runde   |

Der Große Preis von Großbritannien in Silverstone fand am 15. Juli 2001 statt und ging über eine Distanz von 60 Runden (308,356 km).

### Großer Preis von Deutschland
| Platz | Fahrer               | Team             | Zeit        |
| ----- | -------------------- | ---------------- | ----------- |
| 1     | Ralf Schumacher      | Williams-BMW     | 1:18:17,873 |
| 2     | Rubens Barrichello   | Ferrari          | + 46,117    |
| 3     | Jacques Villeneuve   | BAR-Honda        | + 1:02,806  |
| 4     | Giancarlo Fisichella | Benetton-Renault | + 1:03,477  |
| 5     | Jenson Button        | Benetton-Renault | + 1:05,454  |
| 6     | Jean Alesi           | Prost-Acer       | + 1:05,950  |

Der Große Preis von Deutschland in Hockenheim fand am 29. Juli 2001 statt und ging über eine Distanz von 45 Runden (307,125 km). Beim Start fuhr Luciano Burti auf den langsamfahrenden Michael Schumacher auf und überschlug sich, woraufhin das Rennen unterbrochen wurde. Das Rennen konnte dessen Bruder Ralf Schumacher nach dem Re-Start deutlich vor Rubens Barrichello für sich entscheiden.
Es war zugleich das letzte Formel-1-Rennen, das auf dem „alten“ Hockenheimring ausgetragen wurde, ehe die Strecke ab 2002 durch eine verkürzte Variante ersetzt wurde.

### Großer Preis von Ungarn
| Platz | Fahrer             | Team             | Zeit        |
| ----- | ------------------ | ---------------- | ----------- |
| 1     | Michael Schumacher | Ferrari          | 1:41:49,675 |
| 2     | Rubens Barrichello | Ferrari          | + 3,363     |
| 3     | David Coulthard    | McLaren-Mercedes | + 3,940     |
| 4     | Ralf Schumacher    | Williams-BMW     | + 49,687    |
| 5     | Mika Häkkinen      | McLaren-Mercedes | + 1:10,293  |
| 6     | Nick Heidfeld      | Sauber-Petronas  | + 1 Runde   |

Der Große Preis von Ungarn in Budapest fand am 19. August 2001 statt und ging über eine Distanz von 77 Runden (306,075 km).

Michael Schumacher konnte mit diesem Sieg die Fahrer-WM bereits vorzeitig für sich entscheiden.

### Großer Preis von Belgien
| Platz | Fahrer               | Team             | Zeit        |
| ----- | -------------------- | ---------------- | ----------- |
| 1     | Michael Schumacher   | Ferrari          | 1:08:05,002 |
| 2     | David Coulthard      | McLaren-Mercedes | + 10,098    |
| 3     | Giancarlo Fisichella | Benetton-Renault | + 27,742    |
| 4     | Mika Häkkinen        | McLaren-Mercedes | + 36,087    |
| 5     | Rubens Barrichello   | Ferrari          | + 54,521    |
| 6     | Jean Alesi           | Jordan-Honda     | + 59,684    |

Der Große Preis von Belgien in Spa-Francorchamps fand am 2. September 2001 statt und ging über eine Distanz von 36 Runden (250,831 km), was nicht der üblichen vollen Renndistanz entspricht. Das Rennen wurde nach einer Kollision zwischen dem Jaguar von Eddie Irvine und dem Prost von Luciano Burti in der fünften Runde sowie dem anschließenden Unfall des Brasilianers abgebrochen. Burti war ungebremst in die Reifenstapel der schnellen Blanchimont-Kurven gerast, die seinen Boliden unter sich begruben und Burtis Helm trafen. Bei der anschließenden Untersuchung des Rennfahrers wurden leichte Hirnblutungen sowie eine schwere Gehirnerschütterung festgestellt. Nach Beendigung der Bergungsarbeiten wurde das Rennen neu gestartet, jedoch abzüglich der bis zum Unfall gefahrenen Runden.

### Großer Preis von Italien
| Platz | Fahrer             | Team            | Zeit        |
| ----- | ------------------ | --------------- | ----------- |
| 1     | Juan Pablo Montoya | Williams-BMW    | 1:16:58,493 |
| 2     | Rubens Barrichello | Ferrari         | + 5,175     |
| 3     | Ralf Schumacher    | Williams-BMW    | + 17,335    |
| 4     | Michael Schumacher | Ferrari         | + 24,991    |
| 5     | Pedro de la Rosa   | Jaguar-Cosworth | + 1:14,984  |
| 6     | Jacques Villeneuve | BAR-Honda       | + 1:22,469  |

Der Große Preis von Italien in Monza fand am 16. September 2001 statt und ging über eine Distanz von 53 Runden (306,764 km).
Wegen der Terroranschläge am 11. September 2001 in der Woche vor dem Grand Prix, starteten einige Teams mit veränderten Lackierungen.

### Großer Preis der USA
| Platz | Fahrer             | Team             | Zeit        |
| ----- | ------------------ | ---------------- | ----------- |
| 1     | Mika Häkkinen      | McLaren-Mercedes | 1:32:42,840 |
| 2     | Michael Schumacher | Ferrari          | + 11,046    |
| 3     | David Coulthard    | McLaren-Mercedes | + 12,043    |
| 4     | Jarno Trulli       | Jordan-Honda     | + 57,423    |
| 5     | Eddie Irvine       | Jaguar-Cosworth  | + 1:12,434  |
| 6     | Nick Heidfeld      | Sauber-Petronas  | + 1:12,996  |

Der Große Preis der USA in Indianapolis fand am 30. September 2001 statt und ging über eine Distanz von 73 Runden (306,016 km). In diesem Rennen feierte Mika Häkkinen seinen letzten Sieg in der Formel 1.

### Großer Preis von Japan
| Platz | Fahrer             | Team             | Zeit        |
| ----- | ------------------ | ---------------- | ----------- |
| 1     | Michael Schumacher | Ferrari          | 1:27:33,298 |
| 2     | Juan Pablo Montoya | Williams-BMW     | + 3,154     |
| 3     | David Coulthard    | McLaren-Mercedes | + 23,262    |
| 4     | Mika Häkkinen      | McLaren-Mercedes | + 35,539    |
| 5     | Rubens Barrichello | Ferrari          | + 36,544    |
| 6     | Ralf Schumacher    | Williams-BMW     | + 37,122    |

Der Große Preis von Japan in Suzuka fand am 14. Oktober 2001 statt und ging über eine Distanz von 53 Runden (310,331 km).

## Weltmeisterschaftswertungen

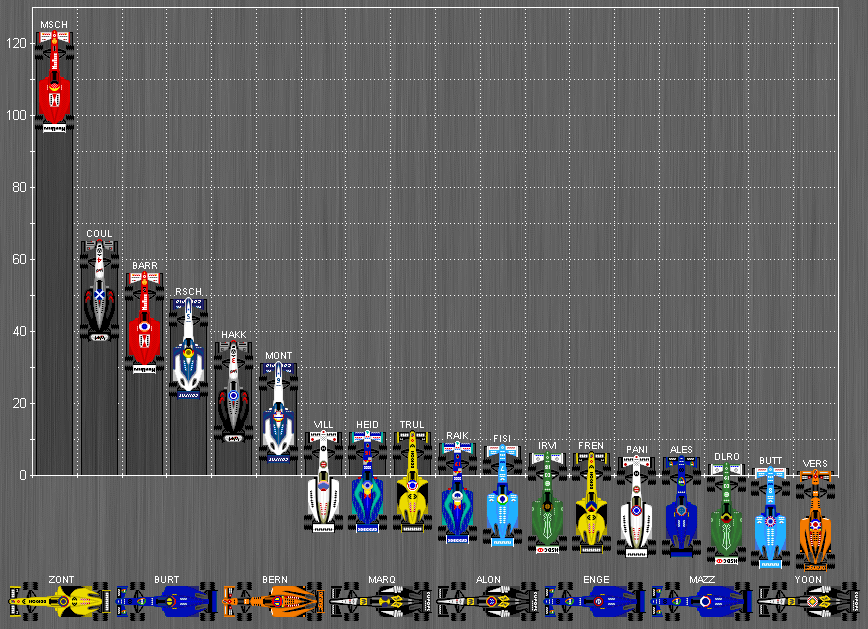
Fahrerwertung der Formel-1-Saison 2001

Weltmeister wird derjenige Fahrer bzw. Konstrukteur, der bis zum Saisonende die meisten Punkte in der Weltmeisterschaft angesammelt hat. Bei der Punkteverteilung werden die Platzierungen im Gesamtergebnis des jeweiligen Rennens aller Rennen berücksichtigt. Die sechs erstplatzierten Fahrer jedes Rennens erhalten Punkte nach folgendem Schema:
| Platz  | 1  | 2 | 3 | 4 | 5 | 6 |
| Punkte | 10 | 6 | 4 | 3 | 2 | 1 |

### Fahrerwertung
| Pos. | Fahrer         | Konstrukteur     |     |     |     |     |     |     |     |     |     |     |     |     |     |     |     |     |     | Punkte |
| 01   | M. Schumacher  | Ferrari          | 1   | 1   | 2   | DNF | 1   | 2   | 1   | 2   | 1   | 1   | 2   | DNF | 1   | 1   | 4   | 2   | 1   | 123    |
| 02   | D. Coulthard   | McLaren-Mercedes | 2   | 3   | 1   | 2   | 5   | 1   | 5   | DNF | 3   | 4   | DNF | DNF | 3   | 2   | DNF | 3   | 3   | 65     |
| 03   | R. Barrichello | Ferrari          | 3   | 2   | DNF | 3   | DNF | 3   | 2   | DNF | 5   | 3   | 3   | 2   | 2   | 5   | 2   | 15  | 5   | 56     |
| 04   | R. Schumacher  | Williams-BMW     | DNF | 5   | DNF | 1   | DNF | DNF | DNF | 1   | 4   | 2   | DNF | 1   | 4   | 7   | 3   | DNF | 6   | 49     |
| 05   | M. Häkkinen    | McLaren-Mercedes | DNF | 6   | DNF | 4   | 9   | DNF | DNF | 3   | 6   | DNS | 1   | DNF | 5   | 4   | DNF | 1   | 4   | 37     |
| 06   | J. Montoya     | Williams-BMW     | DNF | DNF | DNF | DNF | 2   | DNF | DNF | DNF | 2   | DNF | 4   | DNF | 8   | DNF | 1   | DNF | 2   | 31     |
| 07   | J. Villeneuve  | BAR-Honda        | DNF | DNF | 7   | DNF | 3   | 8   | 4   | DNF | 9   | DNF | 8   | 3   | 9   | 8   | 6   | DNF | 10  | 12     |
| 08   | N. Heidfeld    | Sauber-Petronas  | 4   | DNF | 3   | 7   | 6   | 9   | DNF | DNF | DNF | 6   | 6   | DNF | 6   | DNF | 11  | 6   | 9   | 12     |
| 09   | J. Trulli      | Jordan-Honda     | DNF | 8   | 5   | 5   | 4   | DSQ | DNF | 11  | DNF | 5   | DNF | DNF | DNF | DNF | DNF | 4   | 8   | 12     |
| 10   | K. Räikkönen   | Sauber-Petronas  | 6   | DNF | DNF | DNF | 8   | 4   | 10  | 4   | 10  | 7   | 5   | DNF | 7   | DNS | 7   | DNF | DNF | 9      |
| 11   | G. Fisichella  | Benetton-Renault | 13  | DNF | 6   | DNF | 14  | DNF | DNF | DNF | 11  | 11  | 13  | 4   | DNF | 3   | 10  | 8   | 17  | 8      |
| 12   | E. Irvine      | Jaguar-Cosworth  | 11  | DNF | DNF | DNF | DNF | 7   | 3   | DNF | 7   | DNF | 9   | DNF | DNF | DNS | DNF | 5   | DNF | 6      |
| 13   | H. Frentzen    | Jordan-Honda     | 5   | 4   | 11  | 6   | DNF | DNF | DNF | INJ | DNF | 8   | 7   | EX  |     |     |     |     |     | 6      |
| 13   | H. Frentzen    | Prost-Acer       |     |     |     |     |     |     |     |     |     |     |     |     | DNF | 9   | DNF | 10  | 12  | 0      |
| 14   | O. Panis       | BAR-Honda        | 7   | DNF | 4   | 8   | 7   | 5   | DNF | DNF | DNF | 9   | DNF | 7   | DNF | 11  | 9   | 11  | 13  | 5      |
| 15   | J. Alesi       | Prost-Acer       | 9   | 9   | 8   | 9   | 10  | 10  | 6   | 5   | 15  | 12  | 11  | 6   |     |     |     |     |     | 4      |
| 15   | J. Alesi       | Jordan-Honda     |     |     |     |     |     |     |     |     |     |     |     |     | 10  | 6   | 8   | 7   | DNF | 1      |
| 16   | P. de la Rosa  | Jaguar-Cosworth  |     |     |     |     | DNF | DNF | DNF | 6   | 8   | 14  | 12  | DNF | 11  | DNF | 5   | 12  | DNF | 3      |
| 17   | J. Button      | Benetton-Renault | 14  | 11  | 10  | 12  | 15  | DNF | 7   | DNF | 13  | 16  | 15  | 5   | DNF | DNF | DNF | 9   | 7   | 2      |
| 18   | J. Verstappen  | Arrows-Asiatech  | 10  | 7   | DNF | DNF | 12  | 6   | 8   | 10  | DNF | 13  | 10  | 9   | 12  | 10  | DNF | DNF | 15  | 1      |
| 19   | R. Zonta       | Jordan-Honda     |     |     |     |     |     |     |     | 7   |     |     |     | DNF |     |     |     |     |     | 0      |
| 20   | L. Burti       | Jaguar-Cosworth  | 8   | 10  | DNF | 11  |     |     |     |     |     |     |     |     |     |     |     |     |     | 0      |
| 20   | L. Burti       | Prost-Acer       |     |     |     |     | 11  | 11  | DNF | 8   | 12  | 10  | DNF | DNF | DNF | DNS | INJ | INJ | INJ | 0      |
| 21   | E. Bernoldi    | Arrows-Asiatech  | DNF | DNF | DNF | 10  | DNF | DNF | 9   | DNF | DNF | DNF | 14  | 8   | DNF | 12  | DNF | 13  | 14  | 0      |
| 22   | T. Marques     | Minardi-European | DNF | 14  | 9   | DNF | 16  | DNF | DNF | 9   | DNF | 15  | DNQ | DNF | DNF | 13  |     |     |     | 0      |
| 23   | F. Alonso      | Minardi-European | 12  | 13  | DNF | DNF | 13  | DNF | DNF | DNF | 14  | 17  | 16  | 10  | DNF | DNS | 13  | DNF | 11  | 0      |
| 24   | T. Enge        | Prost-Acer       |     |     |     |     |     |     |     |     |     |     |     |     |     |     | 12  | 14  | DNF | 0      |
| 25   | G. Mazzacane   | Prost-Acer       | DNF | 12  | DNF | DNF |     |     |     |     |     |     |     |     |     |     |     |     |     | 0      |
| 26   | A. Yoong       | Minardi-European |     |     |     |     |     |     |     |     |     |     |     |     |     |     | DNF | DNF | 16  | 0      |

| Legende  | Legende            | Legende                                                          |
| Farbe    | Abkürzung          | Bedeutung                                                        |
| -------- | ------------------ | ---------------------------------------------------------------- |
| Gold     | –                  | Sieg                                                             |
| Silber   | –                  | 2. Platz                                                         |
| Bronze   | –                  | 3. Platz                                                         |
| Grün     | –                  | Platzierung in den Punkten                                       |
| Blau     | –                  | Klassifiziert außerhalb der Punkteränge                          |
| Violett  | DNF                | Rennen nicht beendet (did not finish)                            |
| Violett  | NC                 | nicht klassifiziert (not classified)                             |
| Rot      | DNQ                | nicht qualifiziert (did not qualify)                             |
| Rot      | DNPQ               | in Vorqualifikation gescheitert (did not pre-qualify)            |
| Schwarz  | DSQ                | disqualifiziert (disqualified)                                   |
| Weiß     | DNS                | nicht am Start (did not start)                                   |
| Weiß     | WD                 | zurückgezogen (withdrawn)                                        |
| Hellblau | PO                 | nur am Training teilgenommen (practiced only)                    |
| Hellblau | TD                 | Freitags-Testfahrer (test driver)                                |
| ohne     | DNP                | nicht am Training teilgenommen (did not practice)                |
| ohne     | INJ                | verletzt oder krank (injured)                                    |
| ohne     | EX                 | ausgeschlossen (excluded)                                        |
| ohne     | DNA                | nicht erschienen (did not arrive)                                |
| ohne     | C                  | Rennen abgesagt (cancelled)                                      |
| ohne     | keine WM-Teilnahme |                                                                  |
| sonstige | P/fett             | Pole-Position                                                    |
| sonstige | 1/2/3/4/5/6/7/8    | Punktplatzierung im Sprint-/Qualifikationsrennen                 |
| sonstige | SR/kursiv          | Schnellste Rennrunde                                             |
| sonstige | *                  | nicht im Ziel, aufgrund der zurückgelegten Distanz aber gewertet |
| sonstige | ()                 | Streichresultate                                                 |
| sonstige | unterstrichen      | Führender in der Gesamtwertung                                   |

### Konstrukteurswertung
| Pos. | Konstrukteur     | Nr. |     |     |     |     |     |     |     |     |     |     |     |     |     |     |     |     |     | Punkte |
| 01   | Ferrari          | 1   | 1   | 1   | 2   | DNF | 1   | 2   | 1   | 2   | 1   | 1   | 2   | DNF | 1   | 1   | 4   | 2   | 1   | 179    |
| 01   | Ferrari          | 2   | 3   | 2   | DNF | 3   | DNF | 3   | 2   | DNF | 5   | 3   | 3   | 2   | 2   | 5   | 2   | 15  | 5   | 179    |
| 02   | McLaren-Mercedes | 3   | DNF | 6   | DNF | 4   | 9   | DNF | DNF | 3   | 6   | DNS | 1   | DNF | 5   | 4   | DNF | 1   | 4   | 102    |
| 02   | McLaren-Mercedes | 4   | 2   | 3   | 1   | 2   | 5   | 1   | 5   | DNF | 3   | 4   | DNF | DNF | 3   | 2   | DNF | 3   | 3   | 102    |
| 03   | Williams-BMW     | 5   | DNF | 5   | DNF | 1   | DNF | DNF | DNF | 1   | 4   | 2   | DNF | 1   | 4   | 7   | 3   | DNF | 6   | 80     |
| 03   | Williams-BMW     | 6   | DNF | DNF | DNF | DNF | 2   | DNF | DNF | DNF | 2   | DNF | 4   | DNF | 8   | DNF | 1   | DNF | 2   | 80     |
| 04   | Sauber-Petronas  | 16  | 4   | DNF | 3   | 7   | 6   | 9   | DNF | DNF | DNF | 6   | 6   | DNF | 6   | DNF | 11  | 6   | 9   | 21     |
| 04   | Sauber-Petronas  | 17  | 6   | DNF | DNF | DNF | 8   | 4   | 10  | 4   | 10  | 7   | 5   | DNF | 7   | DNS | 7   | DNF | DNF | 21     |
| 05   | Jordan-Honda     | 11  | 5   | 4   | 11  | 6   | DNF | DNF | DNF | 7   | DNF | 8   | 7   | DNF | DNF | DNF | DNF | 4   | 8   | 19     |
| 05   | Jordan-Honda     | 12  | DNF | 8   | 5   | 5   | 4   | DSQ | DNF | 11  | DNF | 5   | DNF | DNF | 10  | 6   | 8   | 7   | DNF | 19     |
| 06   | BAR-Honda        | 9   | 7   | DNF | 4   | 8   | 7   | 5   | DNF | DNF | DNF | 9   | DNF | 7   | DNF | 11  | 9   | 11  | 13  | 17     |
| 06   | BAR-Honda        | 10  | DNF | DNF | 7   | DNF | 3   | 8   | 4   | DNF | 9   | DNF | 8   | 3   | 9   | 8   | 6   | DNF | 10  | 17     |
| 07   | Benetton-Renault | 7   | 13  | DNF | 6   | DNF | 14  | DNF | DNF | DNF | 11  | 11  | 13  | 4   | DNF | 3   | 10  | 8   | 17  | 10     |
| 07   | Benetton-Renault | 8   | 14  | 11  | 10  | 12  | 15  | DNF | 7   | DNF | 13  | 16  | 15  | 5   | DNF | DNF | DNF | 9   | 7   | 10     |
| 08   | Jaguar-Cosworth  | 18  | 11  | DNF | DNF | DNF | DNF | 7   | 3   | DNF | 7   | DNF | 9   | DNF | DNF | DNS | DNF | 5   | DNF | 9      |
| 08   | Jaguar-Cosworth  | 19  | 8   | 10  | DNF | 11  | DNF | DNF | DNF | 6   | 8   | 14  | 12  | DNF | 11  | DNF | 5   | 12  | DNF | 9      |
| 09   | Prost-Acer       | 22  | 9   | 9   | 8   | 9   | 10  | 10  | 6   | 5   | 15  | 12  | 11  | 6   | DNF | 9   | DNF | 10  | 12  | 4      |
| 09   | Prost-Acer       | 23  | DNF | 12  | DNF | DNF | 11  | 11  | DNF | 8   | 12  | 10  | DNF | DNF | DNF | DNS | 12  | 14  | DNF | 4      |
| 10   | Arrows-Asiatech  | 14  | 10  | 7   | DNF | DNF | 12  | 6   | 8   | 10  | DNF | 13  | 10  | 9   | 12  | 10  | DNF | DNF | 15  | 1      |
| 10   | Arrows-Asiatech  | 15  | DNF | DNF | DNF | 10  | DNF | DNF | 9   | DNF | DNF | DNF | 14  | 8   | DNF | 12  | DNF | 13  | 14  | 1      |
| 11   | Minardi-European | 20  | DNF | 14  | 9   | DNF | 16  | DNF | DNF | 9   | DNF | 15  | DNQ | DNF | DNF | 13  | DNF | DNF | 16  | 0      |
| 11   | Minardi-European | 21  | 12  | 13  | DNF | DNF | 13  | DNF | DNF | DNF | 14  | 17  | 16  | 10  | DNF | DNS | 13  | DNF | 11  | 0      |

| Legende  | Legende            | Legende                                                          |
| Farbe    | Abkürzung          | Bedeutung                                                        |
| -------- | ------------------ | ---------------------------------------------------------------- |
| Gold     | –                  | Sieg                                                             |
| Silber   | –                  | 2. Platz                                                         |
| Bronze   | –                  | 3. Platz                                                         |
| Grün     | –                  | Platzierung in den Punkten                                       |
| Blau     | –                  | Klassifiziert außerhalb der Punkteränge                          |
| Violett  | DNF                | Rennen nicht beendet (did not finish)                            |
| Violett  | NC                 | nicht klassifiziert (not classified)                             |
| Rot      | DNQ                | nicht qualifiziert (did not qualify)                             |
| Rot      | DNPQ               | in Vorqualifikation gescheitert (did not pre-qualify)            |
| Schwarz  | DSQ                | disqualifiziert (disqualified)                                   |
| Weiß     | DNS                | nicht am Start (did not start)                                   |
| Weiß     | WD                 | zurückgezogen (withdrawn)                                        |
| Hellblau | PO                 | nur am Training teilgenommen (practiced only)                    |
| Hellblau | TD                 | Freitags-Testfahrer (test driver)                                |
| ohne     | DNP                | nicht am Training teilgenommen (did not practice)                |
| ohne     | INJ                | verletzt oder krank (injured)                                    |
| ohne     | EX                 | ausgeschlossen (excluded)                                        |
| ohne     | DNA                | nicht erschienen (did not arrive)                                |
| ohne     | C                  | Rennen abgesagt (cancelled)                                      |
| ohne     | keine WM-Teilnahme |                                                                  |
| sonstige | P/fett             | Pole-Position                                                    |
| sonstige | 1/2/3/4/5/6/7/8    | Punktplatzierung im Sprint-/Qualifikationsrennen                 |
| sonstige | SR/kursiv          | Schnellste Rennrunde                                             |
| sonstige | *                  | nicht im Ziel, aufgrund der zurückgelegten Distanz aber gewertet |
| sonstige | ()                 | Streichresultate                                                 |
| sonstige | unterstrichen      | Führender in der Gesamtwertung                                   |